# Карлович, Владислав-Фома Михайлович
Ка́рлович Вла́дислав Миха́йлович (1834 — 21 января (2 февраля) 1892) — военный инженер, генерал-майор, заслуженный профессор Николаевской инженерной академии, автор сочинений по техническим вопросам, старший помощник главного инспектора морской строительной части.

## Биография
Карлович Владислав Михайлович родился в 1834 году. Происходит из дворян Виленской губернии.
Специальное военно-инженерное образование получил в бывшем Главном Инженерное училище (окончил в 1854 году) и Николаевской инженерной академии, по окончании которой в 1856 году был оставлен репетитором по строительному искусству.
В следующем году Карлович был назначен помощником учёного секретаря инженерного отделения военно-учёного комитета, в 1863 году — помощником начальника искус. отделения Главного инженерного управления.
С 1866 по 1875 был городским инженером в Санкт-Петербурге, заведуя гидро-техническими сооружениями.
Карлович участвовал в постройке Адмиралтейской набережной и здания архива Государственного Совета.
В 1867 году был избран адъюнкт-профессором, в 1876 году — профессором строительного искусства Николаевской инженерной академии.
Владислав Михайлович обладал многосторонними знаниями, большими дарованиями, энергией и громадным трудолюбием. Все эти качества он широко проявил в своей профессорской и видной общественной деятельности, участвуя в работах различных государственных и общественных учреждений, например: морской строительной части, техническом отделе министерства путей сообщения, Императорском русском техническом обществе, Военно-санитарном обществе, обществе охранения народного здравия и др. Карлович был преемником И. Е. Андреевского по званию товарища председателя в Обществе охранения народного здравия, которому он представил проект земской больницы, обществом, после тщательного обсуждения, одобренный. Карлович был председателем в особой комиссии, образованной при обществе для изыскания общественных работ населению, пострадавшему от неурожая.
В. М. Карлович первый в России разработал курс «Основания и фундаменты» (г. Санкт-Петербург, 1869 г.) и является одним из основоположников этой дисциплины в мире.
Скончался Карлович Владислав-Фома Михайлович в 1892 году. Похоронен в Санкт-Петербурге на Выборгском римско-католическом кладбище.

## Научно-технические сочинения
- «Основания и фундаменты» — курс инженерной академии (с атласом чертежей, СПб., 1869 — удостоено Михайловской премии от Николаевской инженерной академии)
- «Санитарно-инженерные очерки»[3]
- «Сооружение Мургабского Государева имения», 1891 год
- «По вопросу о замене на русской железной дороге деревянных шпал железными поперечинами», 1887 год
- «Строительная механика», очерк 1, 1892 год[4]
- «Постройка Адмиралтейской набережной в Санкт-Петербурге», 1877 год
- «Строительная памятная книжка на 1878 г.»